# Basilobelba cendanai
Basilobelba cendanai är en kvalsterart som beskrevs av Corpuz-Raros 1980. Basilobelba cendanai ingår i släktet Basilobelba och familjen Basilobelbidae. Inga underarter finns listade.